# 경해면목
경해면목(Hadromerida)은 보통해면강에 속하는 해면동물 목의 하나이다. 이 목은 호박해면(Cliona celata)과 같은 종을 포함하고 있으며, 이 목의 일부 종들은 대모거북의 먹이가 된다.

## 하위 과
- Acanthochaetetidae Fischer, 1970
- 호박해면과(Clionaidae) d'Orbigny, 1851
- Hemiasterellidae Lendenfeld, 1889
- Placospongiidae Gray, 1867
- 다공해면과 (Polymastiidae) Gray, 1867
- 나선별해면과 (Spirastrellidae) Ridley & Dendy, 1886
- Stelligeridae
- 침곤봉해면과 (Stylocordylidae) Topsent, 1892
- 코르크해면과 (Suberitidae) Schmidt, 1870
- 딸기해면과 (Tethyidae) Gray, 1848
- Timeidae Topsent, 1928
- Trachycladidae Hallmann, 1917